# Saxifraga intricata
Saxifraga intricata är en stenbräckeväxtart som beskrevs av Philippe Picot de Lapeyrouse. Saxifraga intricata ingår i Bräckesläktet som ingår i familjen stenbräckeväxter. Inga underarter finns listade i Catalogue of Life.

## Bildgalleri

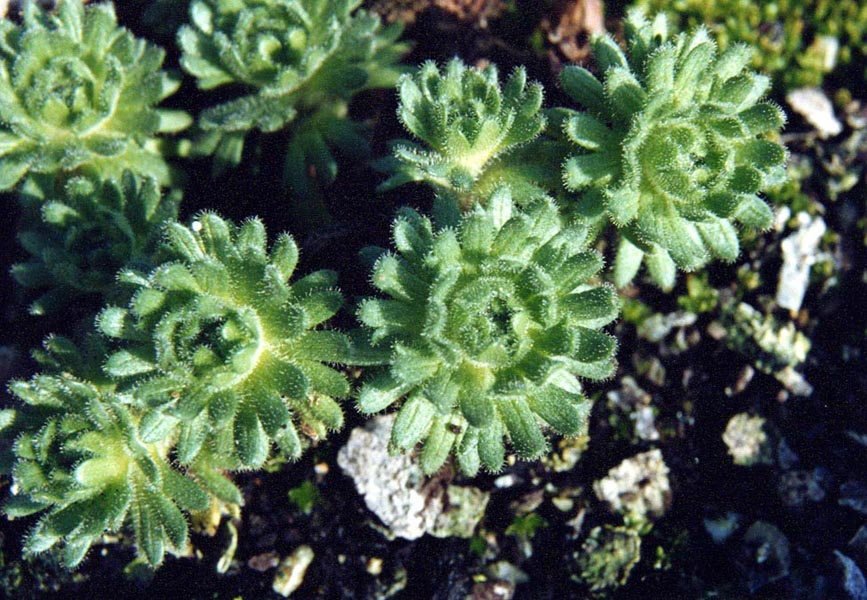